# Брястовець
Бря́стовець (болг. Брястовец) — село в Бургаській області Болгарії. Входить до складу громади Бургас.

## Населення
За даними перепису населення 2011 року у селі проживали 290 осіб.
Національний склад населення села:
| Національність   | Кількість осіб | Відсоток |
| ---------------- | -------------- | -------- |
| болгари          | 207            | 77,0%    |
| турки            | 54             | 20,1%    |
| цигани           | 0              | 0%       |
| інша             | 3              | 1,1%     |
| не визначились   | 5              | 1,9%     |
| Всього відповіли | 269            |          |

Розподіл населення за віком у 2011 році:
Динаміка населення: